# Llista de moments d'inèrcia d'àrees
El que segueix és una llista de moments d'inèrcia d'àrees. El moment d'inèrcia d'àrea o el moment de segon ordre té una unitat de dimensió 4 de la longitud (normalment cm4), i no s'ha de confondre amb el moment d'inèrcia de massa, tot i que si la peça és prima, el moment d'inèrcia de massa és igual a la densitat superficial multiplicada pel moment d'inèrcia d'àrea. Tots són respecte a un eix horitzontal que passa a través del centroide de la forma donada, excepte que s'especifiqui quelcom diferent.
| Descripció | Figura          | Moment d'inèrcia d'àrea                                                                  | Comentari | Referència |
| --- | --------------- | ---------------------------------------------------------------------------------------- | --- | ---------- |
| una àrea circular plena de radi r                                                                                               | àrea circular   | {\displaystyle I_{0}={\frac {\pi r^{4}}{4}}}                                             | | [ 1 ]      |
| una corona circular de diàmetre interior d1 i diàmetre exterior d₂                                                              | Corona circular | {\displaystyle I_{0}={\frac {\pi }{4}}\left({r_{2}}^{4}-{r_{1}}^{4}\right)}              | Per tubs prims, això equival aproximadament a: {\displaystyle \pi \left({\frac {{r_{2}}+{r_{1}}}{2}}\right)^{3}\left({r_{2}}-{r_{1}}\right)} o {\displaystyle \pi {r}^{3}{t}} .         |            |
| un sector circular ple d'angle θ en radians i radi r respecte un eix que passa pel centroide del sector i pel centre del cercle | Sector circular | {\displaystyle I_{0}=\left(\theta -\sin \theta \right){\frac {r^{4}}{8}}}                | |            |
| un semicercle ple amb radi r respecte a una línia horitzontal que passa pel centroide de l'àrea                                 | Semicercle      | {\displaystyle I_{0}=\left({\frac {\pi }{8}}-{\frac {8}{9\pi }}\right)r^{4}=0.1098r^{4}} | | [ 2 ]      |
| un semicercle ple com el de sobre però respecte amb un eix superposat a la base                                                 | Semicercle      | {\displaystyle I={\frac {\pi r^{4}}{8}}}                                                 | Això és conseqüència del teorema dels eixos paral·lels i pel fet que la distància entre els dos eixos és {\displaystyle {\frac {4r}{3\pi }}}                                            | [ 2 ]      |
| un semicercle ple com el de sobre però respecte a un eix vertical que passa pel centroide                                       | Semicercle      | {\displaystyle I_{0}={\frac {\pi r^{4}}{8}}}                                             | | [ 2 ]      |
| un quart de cercle ple de radi r en el primer quadrant del sistema de coordenades cartesianes                                   | Quart de cercle | {\displaystyle I={\frac {\pi r^{4}}{16}}}                                                | | [ 3 ]      |
| un quart de cercle ple com el de sobre però respecte a un eix horitzontal o vertical que passa pel centroide                    | Quart de cercle | {\displaystyle I_{0}=\left({\frac {\pi }{16}}-{\frac {4}{9\pi }}\right)r^{4}}            | Això és conseqüència del teorema dels eixos paral·lels i pel fet que la distància entre els dos eixos és {\displaystyle {\frac {4r}{3\pi }}}                                            | [ 3 ]      |
| un el·lipse ple el radi del qual, en l'eix x, és a i, en l'eix y, és b                                                          | El·lipse        | {\displaystyle I_{0}={\frac {\pi }{4}}ab^{3}}                                            | |            |
| un rectangle ple la base del qual és b i l'alçada és h                                                                          | Rectangle ple   | {\displaystyle I_{0}={\frac {bh^{3}}{12}}}                                               | | [ 4 ]      |
| un rectangle ple com el de sobre però respecte a un eix superposat a la base                                                    | Rectangle ple   | {\displaystyle I={\frac {bh^{3}}{3}}}                                                    | Això és conseqüència del teorema dels eixos paral·lels | [ 4 ]      |
| un triangle ple la base del qual és b i l'alçada h respecte a un eix que passa pel centroide                                    | Triangle        | {\displaystyle I_{0}={\frac {bh^{3}}{36}}}                                               | | [ 5 ]      |
| un triangle ple com el de sobre però amb un eix superposat a la base                                                            | Triangle        | {\displaystyle I={\frac {bh^{3}}{12}}}                                                   | Això és conseqüència del teorema dels eixos paral·lels | [ 5 ]      |
| un hexàgon regular ple de costat a                                                                                              | Hexàgon regular | {\displaystyle I_{0}={\frac {5{\sqrt {3}}}{16}}a^{4}}                                    | Aquest resultat és vàlid per eixos tant verticals com horitzontals que passin pel centroide i, per tant, també és vàlid per qualsevol eix de direcció arbitrària que passi per l'origen |            |